# Fajjúm (guvernorát)
Guvernorát Fajjúm (arabsky محافظة الفيوم‎) je egyptský guvernorát o rozloze 1827 km²[ujasnit] a jeho hlavním městem je stejnojmenné město Fajjúm.